# Die Schutzflehenden (Euripides)
Die Schutzflehenden (altgriechisch Ἱκέτιδες Hiketides) ist eine Tragödie des athenischen Tragikers Euripides (um 480–406 v. Chr.). Sie wurde vermutlich nach 424 v. Chr. aufgeführt. Euripides behandelt die Kernthemen Freiheit und Gleichheit als wichtige Bestandteile des athenischen demokratischen Selbstverständnisses. So kommt es innerhalb der Tragödie beispielsweise zum Austausch unterschiedlicher Standpunkte im Hinblick auf Vor- und Nachteile einer demokratischen Herrschaft im Vergleich zur Tyrannei. Dabei führt Euripides die politischen Strukturen in Athen gemäß zeitgenössischem Verständnis als Vorbild für Freiheit und Gleichheit an.

## Handlung
Nachdem Krieger aus Argos bei einem Angriff auf Theben gefallen sind, bitten deren Mütter und der einzige Überlebende Adrastos den athenischen König Theseus, Theben zur Rückgabe der Leichname zu zwingen. Obwohl er zuerst zögert, verspricht Theseus den Argivern seine Hilfe. Weil Theben nicht bereit ist, die Leichname herauszugeben, kommt es zu einer Schlacht zwischen Athen und Theben, in der Theseus siegt. Nach Theseus’ Sieg werden die Argiver geehrt und bestattet.